# Jannick Green
Jannick Green Krejberg (Lemvig, 29 de setembro de 1988) é um handebolista profissional dinamarquês, que atua como goleiro, campeão olímpico.

## Carreira
Green fez parte do elenco medalha de ouro nos Jogos Olímpicos Rio 2016.